# Vinnie Paul
Vincent Paul Abbott, dit Vinnie Paul (né le 11 mars 1964 à Dallas (Texas) et mort le 22 juin 2018 à Las Vegas (Nevada)), est un batteur américain de heavy metal, célèbre pour ses prestations au sein du groupe Pantera.

## Carrière musicale

### Pantera
Vinnie Paul forme Pantera en 1981 avec son frère, le guitariste Dimebag Darrell, le bassiste Rex Brown, le guitariste Terry Glaze, et le chanteur Donnie Hart. Après le départ de Hart, Glaze le remplace au chant. Jusqu'en 1988, le groupe sort 4 albums qui connaissent peu de succès.
Après plusieurs chanteurs provisoires, Pantera recrute Phil Anselmo pour remplacer Glaze en 1988. En 1990 le groupe signe sur le label d'Atco Records et sort Cowboys from Hell qui est un tournant dans la carrière du groupe qui abandonne le glam metal pour le groove metal. Après quatre autres albums, un album live et une compilation, Pantera est nommé deux fois pour le Grammy Award de la meilleure chanson metal, aux Grammy Awards de 1995 pour la chanson I'm Broken et aux Grammy Awards de 2001 pour la chanson Revolution Is My Name. Pantera est pour beaucoup considéré comme le plus grand groupe de metal des années 90[non neutre].

### Rebel Meets Rebel
En 2000, le chanteur de country David Allan Coe crée un projet musical avec trois membres de Pantera, Dimebag Darrell, Vinnie Paul et Rex Brown. Leur unique album, Rebel Meets Rebel, une rencontre entre la country et le groove metal, ne sortira qu'en 2006.
À la suite des attentats du 11 septembre 2001, le groupe écourte sa tournée européenne et annule sa participation au festival Tattoo The Planet. Anselmo fait de nombreux side-projects, et devient le leader de Superjoint Ritual, ce qui va créer des tensions avec Dimebag et Vinnie qui aimeraient le voir se recentrer sur Pantera. Vinnie Paul déclare que Phil Anselmo voulait s'arrêter quelque temps à la suite des attentats du 11 septembre, pourtant Anselmo continue de jouer avec Superjoint Ritual et Down. Les frères Abbott pensent qu'il est temps de faire une « pause » avec Pantera.
Le groupe se sépare officiellement en 2003 quand les frères Abbott concluent que Anselmo ne retournera plus jamais dans Pantera. Les frères Abbott déclarent qu'ils ont plusieurs fois tenté de parler à Phil Anselmo pour reformer Pantera, ce que Anselmo dément.

### Damageplan
À la suite de la dissolution de Pantera, les frères Abbott forment Damageplan. Leur unique album sort sous le nom de New Found Power en février 2004.
Le 8 décembre 2004, lors de la tournée du groupe, Dimebag Darrell est assassiné sur scène par Nathan Gale, dans la villa d'Alrosa, à Columbus (Ohio).

### Hellyeah & Big Vin Records
À la suite de la mort de son frère, Vinnie Paul reste plusieurs mois sans jouer.
En 2006, il sort du silence et crée son propre label, Big Vin Records en février 2006, qui produira l'album Rebel Meets Rebel et le DVD Dimevision, Volume 1. Le label lancera également des artistes tels que Hillbilly Orchestra, Seventh Void ou encore The Chinaman.
La même année, il rejoint le groupe Hellyeah, qui comprend Chad Gray et Greg Tribbett de Mudvayne, Tom Maxwell de Nothingface, et Jerry Montano de Danzig et Nothingface. Ensemble, ils sortiront 5 albums : Hellyeah (2007), Stampede (2010), Band of Brothers (2012), Blood for Blood (2014) et Unden!able (2016).

## Mort
Le 22 juin 2018, selon les proches de Vinnie Paul, celui-ci serait mort des suites d'une crise cardiaque majeure durant son sommeil chez lui à Las Vegas. Un hommage lui est rendu le lendemain lors de la 13ème édition du Hellfest (France).

## Batterie
Vinnie Paul A Utilisé Les Batteries Tama,Remo,Pearl Et Ddrum Avec Les Pédales Tama Camco,Pearl Power Shifter Et La Pédale Ddrum

### Configuration
- 8x14 Wood snare
- 14X14 Rack Tom
- 15x15 Rack Tom
- 18x18 Floor Tom
- 24x24 Bass Drums

### Cymbales
Ses cymbales sont de la marque canadienne Sabian :
- 14" AA Rock Hi-Hats Gordo Expert
- 18" AA Rock Crash
- 20" AA Chinese Keruza
- 19" Hand Hammered Rock Crash
- 19" Hand Hammered Rock Crash
- 22" Hand Hammered Power Bell Ride
- 20" AA Chinese
- 14" AA Rock Hi-Hats
- 19" AA Rock Crash

### Baguettes
- Vic Firth American Classic Rock.